# Carl Falk (musikproducent)
Carl Anthony Falk Gramer, född Falk den 17 augusti 1980 på Sri Lanka, är en svensk låtskrivare och musikproducent.
Carl Falk är uppväxt i Stocksund. Han prövade på olika musikinstrument innan han gick snart över till att vara låtskrivare och producent. 2002 började han arbeta i studion The Location, som höll till där den berömda Cheironstudion tidigare var belägen. Falk fick sitt genombrott 2003 med låten Obvious, som han var med och skrev till pojkbandet Westlife. I slutet av 2000-talet startade han tillsammans med Rami Yacoub produktionsbolaget Kinglet Studios. Falk har bland annat skrivit låtar till Avicii, Nicki Minaj, One Direction, Demi Lovato, The Wanted och Taio Cruz.
Han har även samarbetat med skådespelaren Russell Crowe, bland annat som producent för ett album, och som vocal coach för Crowes sånginsats i musikalfilmen Les Misérables (2012).
2013 tilldelades han Platinagitarren tillsammans med Rami Yacoub.
I augusti 2019 gifte sig Falk med programledaren Malin Gramer.